# Damaskini
Damaskinos são um gênero na literatura búlgara do final do século XVI até o renascimento búlgaro. Nomeado após o autor Damasco Studites da obra mais popular serviu como arquétipo.
Eles são caracterizados pela legibilidade fascinante em um nível popular, para que o trabalho seja entendido por pessoas geralmente sem instrução na época. Damaskinos são geralmente coleções mistas de textos religiosos e instrutivos, incluindo os seculares.
A literatura damascina é especialmente importante no desenvolvimento da língua búlgara, porque marca a transição do búlgaro médio com expressões da igreja eslava - para o búlgaro moderno analítico. 